# 31731 Johnwiley
31731 Johnwiley è un asteroide della fascia principale. Scoperto nel 1999, presenta un'orbita caratterizzata da un semiasse maggiore pari a 2,5616027 UA e da un'eccentricità di 0,0828491, inclinata di 7,24768° rispetto all'eclittica.